# 折居志信
折居 志信（おりい しのぶ、1989年9月13日 - ）は、日本の俳優。ワーサル所属。山梨県出身。2012年文学座付属演劇研究所卒業

## 出演

### テレビ
2013年
- NHK「ファミリーヒストリー」兵士役
- 日本テレビ「仮面ティーチャー」心室君役

2015年
- NHK Eテレ「先人たちの底力 知恵泉 ～戦国 奇跡の生き残り術 島津義久～」橋本左内役

2016年
- 日本テレビ「HiGH&LOW〜THE STORY OF S.W.O.R.D.〜Season2」（監督：山口雄大） 第3話 ムゲンメンバー役
- TBS「わたしを離さないで」3話 レギュラークラスメイト 役
- TBS「IQ246〜華麗なる事件簿〜」10話 SAT役

2017年
- フジテレビ 「まさかの事態に備えよ！マニュアルそうさく隊」
- フジテレビ 「めちゃ×2イケてるッ!」
- テレビ東京 「コードネームミラージュ」
- BSスカパー！ドラマ「バウンサー」 1話 正社員役

2023年
- TBS 「Get Ready!」第8話 - 最終話 小山役

2024年
- 生きとし生けるもの（5月6日、テレビ東京）

### 映画
2013年
- 海辺の町で (廣木隆一監督)

2015年
- 恐怖セミ男 （監督：黒田勇樹）南原役
- 黒田勇樹殺人事件 (監督：黒田勇樹）鬼束役

2016年
- HiGH&LOW〜THE STORY OF S.W.O.R.D.〜 Season1 （監督：久保茂昭）ムゲンメンバー役

### CM
- モンスターストライク 「新春！特別おまけ付き超・獣神祭喧嘩祭り篇」

### WEB
- インターネットイニシアティブ「もしもインターネットがなかったら」社内メール篇 エリート忍者役
- WEBドラマ 「スーパータイムマネージメント」
- パナソニックWEBCM 「パナソニックナノスチーマー」

### イベント
- ニコニコ超会議2015 日産ブース　「BBQカーを使うリア充の行動展示をしてみた」

### 舞台
2012年
- 「High at Tokyo」(演出：星真一郎）
- 「龍馬がいっぱい」（演出：吉谷光太郎）やくざC役

2013年
- 「ノットヒーロー」堀江英二役/下北沢Geki地下Liberty
- 「ふらちな侍」八役  シアターサンモール

2014年
- 「テングメン」（演出：金房実加）根津忠太郎役
- 「WastWater-ウォストウォーター」（演出：門井均）ハリー役

2016年
- 「紙風船」（演出： 川﨑初夏）夫役